# Perbøeite-(La)
La perbøeite-(La) (simbolo IMA: Pbø-La) è un rarissimo minerale del supergruppo della gatelite, all'interno del quale si colloca nel "gruppo della gatelite"; appartiene alla famiglia dei "silicati" e alla sottofamiglia dei sorosilicati, e possiede composizione chimica (CaLa3)(Al3Fe2+)(Si2O7)(SiO4)3O(OH)2.

## Etimologia e storia
La perbøeite-(La) è stata chiamata in questo modo perché è l'analogo del lantanio (La) della perbøeite-(Ce), che a sua volta è stata chiamata in questo modo in onore del mineralogista norvegese Per Bøe dell'Università di Tromsø (Norvegia).

## Classificazione
Essendo stata approvata dall'Associazione Mineralogica Internazionale (IMA) nel 2018, la perbøeite-(La) non è elencata nella classica nona edizione della sistematica dei minerali di Strunz, aggiornata dall'IMA fino al 2009.
La perbøeite-(La) è elencata nell'edizione successiva, proseguita dal database "mindat.org", nella quale si trova nella classe "9. Silicati (germanati)" e da lì nella sottoclasse 9.B Sorosilicati"; questa viene ulteriormente suddivisa in base alla coordinazione dei cationi coinvolti in modo tale da trovare la perbøeite-(Ce) nella sezione 9.BG Sorosilicati con gruppi misti SiO4 e Si2O7; cationi in coordinazione ottaedrica [6] e superiore" dove forma il sistema nº 9.BG.50 insieme a ferriperbøeite-(Ce), perbøeite-(Ce), gatelite-(Ce) e ferriperbøeite-(La).

## Abito cristallino
La perbøeite-(La) cristallizza nel sistema monoclino nel gruppo spaziale P21/m (gruppo nº 11) con i parametri reticolari a = 8,9652(4) Å, b = 5,7306(2) Å, c = 17,6770(9) Å e β = 116,053(6)°, oltre ad avere 2 unità di formula per cella unitaria.

## Origine e giacitura
La perbøeite-(La) ha origine metasomatica di contatto, probabilmente formatisi durante la fenitazione di pegmatiti granitiche nell'esocontatto di un'intrusione alcalina; la paragenesi è con ferriperbøeite-(La), allanite-(Ce), allanite-(La), bastnäsite-(Ce), bastnäsite-(La), ferriallanite-(Ce), ferriallanite-(La), ferriperbøeite-(Ce), perbøeite-(Ce), törnebohmite-(Ce), törnebohmite-(La).
Il minerale è rarissimo ed è stato trovato solo nella sua località tipo, "Mochalin Log" (55.81167°N 60.56278°E) presso Kyštym (oblast' di Čeljabinsk, Russia).

## Forma in cui si presenta in natura
La perbøeite-(La) si presenta come granuli anedrali di dimensioni fino a 0,5 mm e aggregati granulari fino a 3 mm, oppure in noduli ovoidali concentricamente zonati. Il minerale è traslucido con lucentezza vitrea; il colore è nero-brunastro, mentre quello dello striscio è marrone.

## Proprietà ottiche
La perbøeite-(La) mostra un forte pleocroismo con assenza di colore lungo {\displaystyle x}, marrone scuro lungo {\displaystyle y} e quasi incolore o brunastro lungo {\displaystyle z}.